# Walther Schultz
Walther Schultz (* 20. August 1900 auf Hof Tressow bei Grevesmühlen; † 26. Juni 1957 in Schnackenburg) war ein deutscher lutherischer Theologe und von 1934 bis 1945 Landesbischof der Evangelisch-Lutherischen Landeskirche Mecklenburgs in Schwerin.

## Leben
Nach dem Studium der Evangelischen Theologie u. a. an der Universität Rostock und der Ordination wurde Schultz Gemeindepastor in Badendiek bei Güstrow in Mecklenburg. Nach seinem Eintritt in die NSDAP verfolgten die Deutschen Christen das Ziel, ihn in Leitungsämter der Landeskirche zu protegieren.
1933 wurde Schultz Führer des Bundes nationalsozialistischer Pastoren und mit dem neu geschaffenen Amt eines Landeskirchenführers von Mecklenburg versehen. Am 12. November 1933 bekannte er sich als Sprecher der mecklenburgischen Kirche zu Adolf Hitler und dem nationalsozialistischen Staat: „Wir evangelischen Mecklenburger wollen ... rückhaltlos zu unserem Kanzler und Führer stehen“.
Im Jahr darauf konnte er – nach Verdrängen des bisherigen Amtsinhabers Heinrich Rendtorff – Landesbischof der mecklenburgischen Landeskirche werden; mit noch nicht einmal 33 Jahren war er wohl der jüngste Bischof in der Geschichte der evangelischen Kirchen.
Seine Amtsführung in der Zeit des Nationalsozialismus war umstritten, doch er konnte sich in seinem Amt behaupten. Im Jahre 1939 schloss er sich dem Institut zur Erforschung und Beseitigung des jüdischen Einflusses auf das deutsche kirchliche Leben an. Die Kirchenkanzlei der Deutschen Evangelischen Kirche bat mit Zustimmung des unmittelbar vor Kriegsausbruch am 31. August 1939 ins Leben gerufenen Geistlichen Vertrauensrats, dem neben Schultz Friedrich Werner (Kirchenkanzlei), Landesbischof August Marahrens (Hannover), Oberkonsistorialrat Johannes Hymmen (Altpreußische Union) und Otto Weber (Reformierte Kirchen, Göttingen) angehörten, die Landeskirchen, dafür Sorge zu tragen, dass Gemeindeglieder jüdischer Herkunft dem Gemeindeleben fernblieben.
Nach Kriegsende wurde Schultz, zusammen mit Konsistorialpräsident Hermann Schmidt zur Nedden, am 25. Juni 1945 von der britischen Besatzungsmacht verhaftet und interniert. Zwei Tage später legte er sein Amt nieder. Im Jahre 1948 wurde er aus dem Dienst der Landeskirche Mecklenburgs entlassen.
Im Jahre 1950 wurde Schultz mit der pfarramtlichen Hilfeleistung in der St.-Dionysius-Kirchengemeinde Fallingbostel in der Lüneburger Heide beauftragt. Als für diese Aufgabe dort eine neue Pfarrstelle errichtet wurde, musste Schultz die Gemeinde verlassen und übernahm in Schnackenburg an der Elbe ein Gemeindepfarramt, das er bis zu seinem Tode innehatte.